# Macrophoma samaricola
Macrophoma samaricola är en svampart som först beskrevs av Pier Andrea Saccardo, och fick sitt nu gällande namn av Berl. & Voglino 1886. Macrophoma samaricola ingår i släktet Macrophoma och familjen Botryosphaeriaceae.   Inga underarter finns listade i Catalogue of Life.